# Матвеев, Александр Александрович
Алекса́ндр Алекса́ндрович Матве́ев (род. 1 февраля 1999 года в Красноярске, Красноярский край) — российский регбист, центральный трёхчетвертной (центр) команды «Енисей-СТМ».

## Биография
Воспитанник КГАУ "СШОР по регби «Енисей-СТМ». В главной команде дебютировал в 2017 году в рамках Кубка России и занёс две попытки. Стал чемпионом России 2018 и 2019 годов, а также обладателем Кубка 2017 года. 

## Карьера в сборной
Являлся постоянным игроком молодёжной сборной. В декабре 2019 года был вызван главным тренером сборной Лином Джонсом на учебно-тренировочный сбор проходившем в ЮАР. В рамках УТС команда провела два товарищеских спарринга с местными клубами. В матче против клуба «Шаркс» вышел в основном составе, в котором отметился попыткой. В октябре 2020 вновь вызывался на учебно-тренировочный сбор.

## Достижения
- Чемпион России — 2018, 2019
- Обладатель Кубка России — 2017

## Статистика
Актуально на 03.02.2021. Еврокубки считаются по календарному году.